# Dolus-d'Oléron
Dolus-d'Oléron è un comune francese di 3 258 abitanti situato nel dipartimento della Charente Marittima nella regione della Nuova Aquitania.

## Società

### Evoluzione demografica
Abitanti censiti